# Marina Militară Rusă
Oficial, Flota Maritimă Militară a Federației Ruse (rusă Военно-морской флот Российской Федерации (ВМФ России)(Voienno-morskoi flot Rossiiskoiy Federatsii (VMF Rossii)) este moștenitoarea directă a flotei maritime militare a Uniunii Sovietice, fiind forța navală a Forțelor armate Ruse.
Marina Militară Rusă existentă în prezent s-a format în ianuarie 1992, ca succesor al Marinei Militare a Comunității Statelor Independente care era la rândul ei succesorul Marinei Militare Sovietice, după dezmembrarea Uniunii Sovietice în decembrie 1991. 

## Istoric
Prima Marină Militară Imperială Rusă a fost înființată de Țarul Petru cel Mare în octombrie 1696. Lui Petru cel Mare i se atribuie declarația că „Acel domnitor, care are numai armata, are o mână, dar cel ce are și marina le are pe ambele.” Simbolurile Marinei Militare Ruse, steagul Sf. Andrei și pavilionul au fost înființate personal de Petru cel Mare. 
Un program de reînarmare recent aprobat plasează pentru prima dată în istorie importanța marinei pe picior de egalitate cu forțele nucleare strategice. Programul care se întinde până în 2015 va înlocui 45% din inventarul prezent al Marinei Ruse.

## Comandanții Marinei Militare Ruse
| Nr. | Nume, rang                                                               | Foto | De la | Până la |
| --- | ------------------------------------------------------------------------ | ---- | ----- | ------- |
| 5   | Viktor Viktorovici Cirkov Amiral (OF-8) Viceamiral până în 2012          |      | 2012  | ---     |
| 4   | Vladimir Sergejevici Visozki Amiral (OF-8)                               |      | 2007  | 2012    |
| 3   | Vladimir Vasilievici Massorin Amiral de Flotă (OF-9) Amiral până în 2006 |      | 2005  | 2007    |
| 2   | Vladimir Ivanovici Kuroiedov Amiral de Flotă Amiral până în 2000         |      | 1997  | 2005    |
| 1   | Felix Nikolaievici Gromov Amiral de Flotă Amiral până în 1996            |      | 1992  | 1997    |

## Structura Flotei Maritime Militare Ruse
Districtul Militar din Vest
- Portavionul Admiral Kuznețov (1)

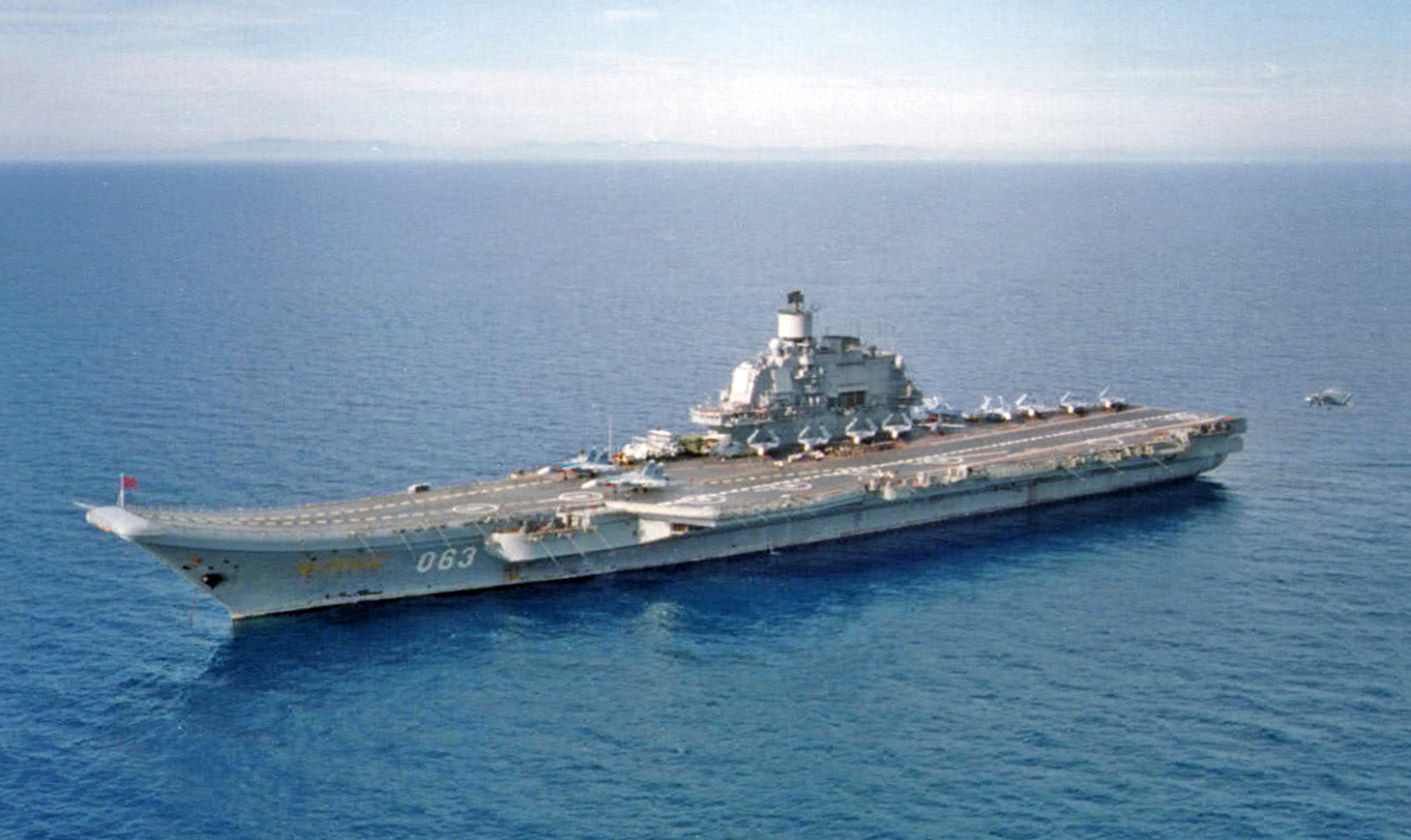
Nava amiral a Flotei Ruse, portavionul „Admiral Kuznețov”, singurul portavion pe care îl are Marina Militară Rusă în dotare în acest moment.

- Crucișătoare cu propulsie nucleară clasa Kirov (2)
- Crucișătoare clasa Slava (1)
- Distrugătoare clasa Udaloi (4)
- Distrugătoare clasa Sovremeni (1)
- Submarine clasa Delta IV (6)

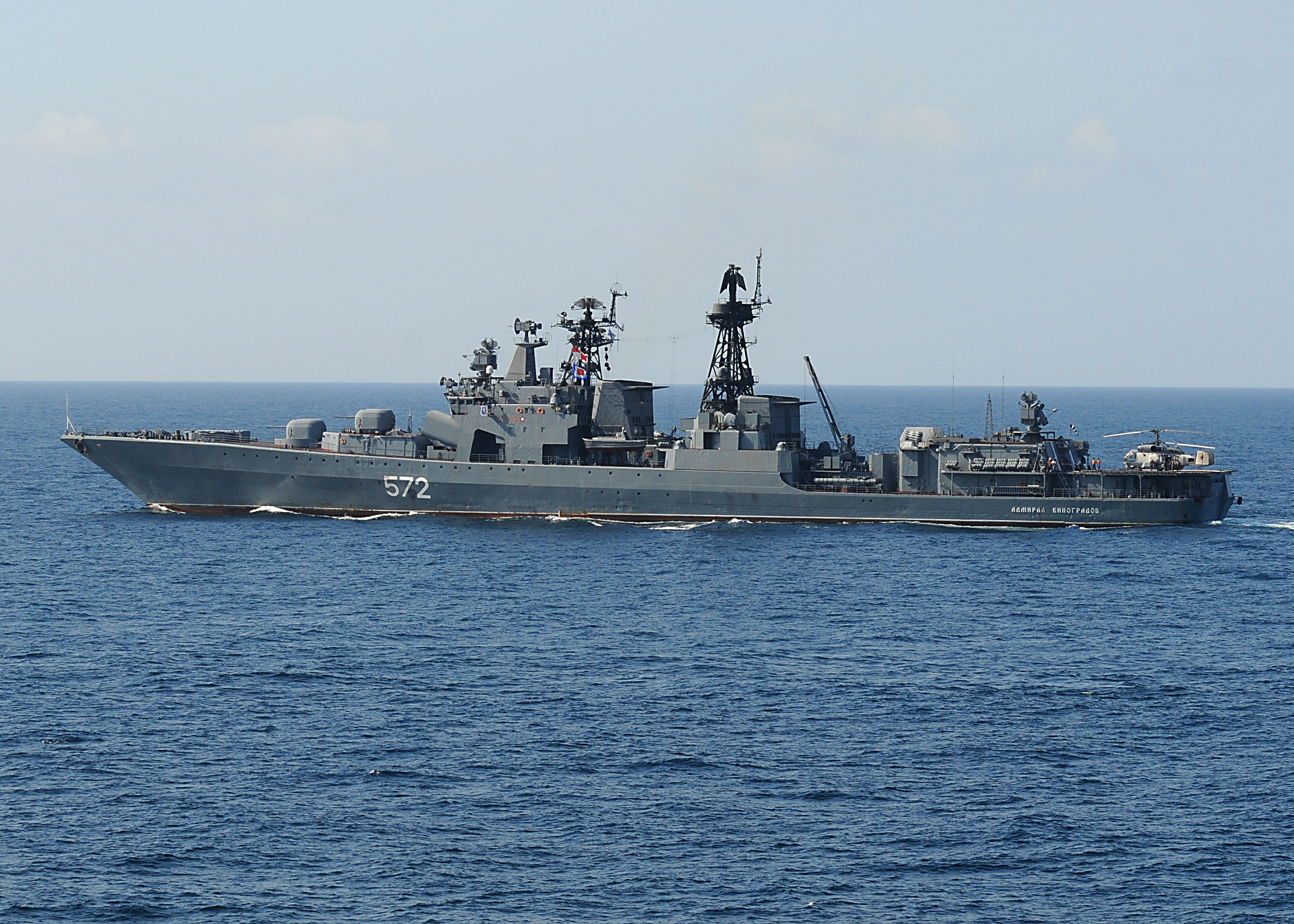
Distrugător clasa Udaloy: Admiral Vinogradov (2009)

- Submarine cu propulsie nucleară clasa Taifun (1)
- Submarine clasa Oskar (2)
- Submarine clasa Sierra (2)
- Submarine cu propulsie nucleară clasa Akula (5)
- Submarine cu propulsie nucleară clasa Viktor (4)
- Submarine clasa Kilo (4)
- Submarine cu propulsie nucleară clasa Borei (1)
- Submarine cu propulsie nucleară clasa Iasen (1)

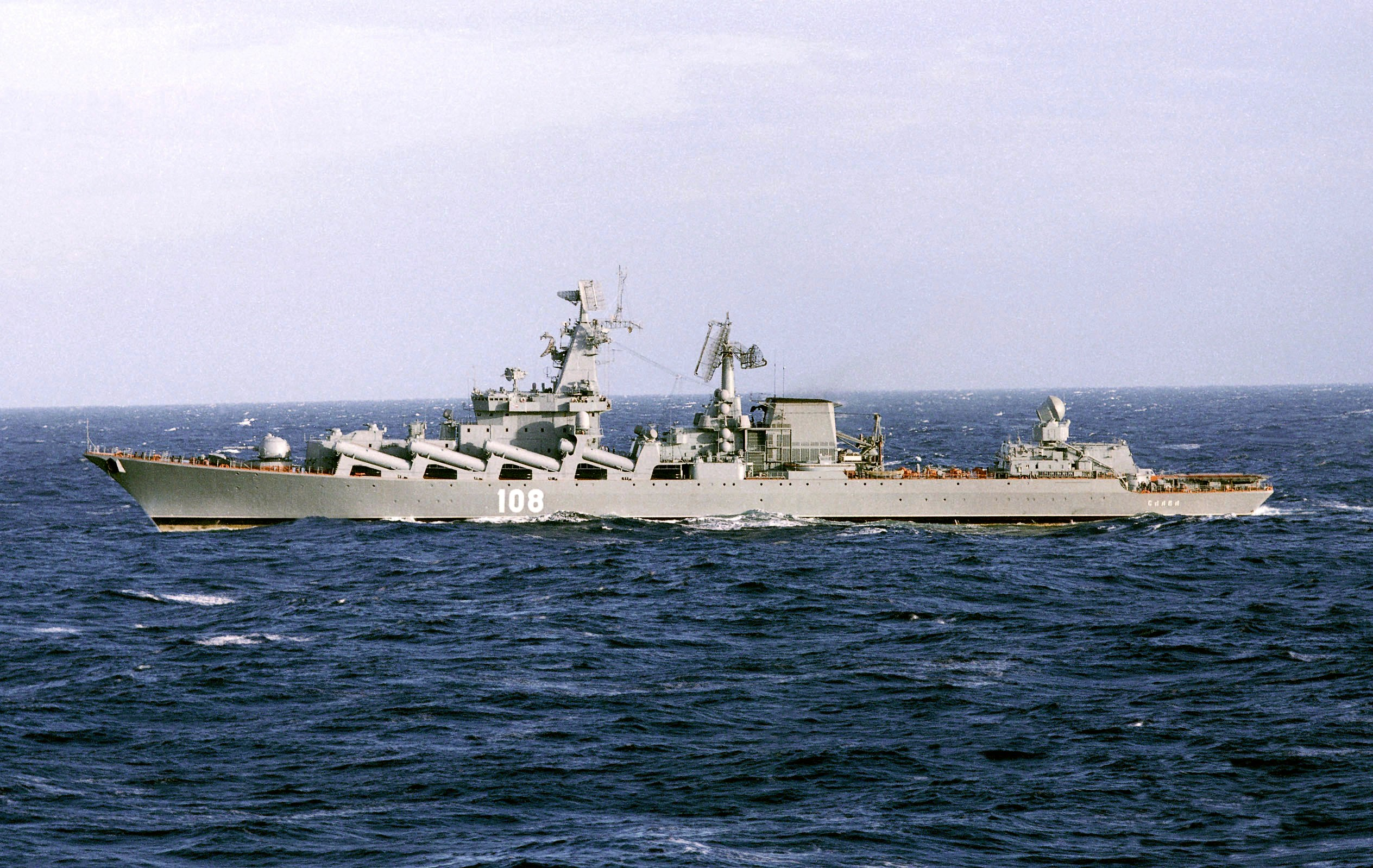
Crucișătorul Slava (1986)

Flota mai are în dotare de asemenea multe corvete, nave de patrulare, nave ușoare amfibii și nave de suport logistic.
Flota rusă din Marea Baltică
- Distrugătoare clasa Sovremeni (2)
- Fregate clasa Burevstnik (1)
- Fregate clasa Neustrashmi (2)
- Submarine clasa Kilo (2)
- Submarine clasa Lada (1)

Districtul Militar din Sud
Flota rusă din Marea Neagră
- Crucișătoare clasa Slava (1)
- Crucișătoare clasa Kara (1)
- Distrugătoare clasa Kașin (1)
- Fregate clasa Burevstnik (2)
- Submarine clasa Kilo (1)

Flota mai are în dotare de asemenea multe corvete, nave de patrulare de coastă, nave ușoare amfibii și nave de suport logistic.
Flota rusă din Marea Caspică
- Fregate clasa Tartarstan/Fregat (2)

Districtul Militar din Est
Flota rusă din Pacific
- Crucișătoare clasa Slava (1)
- Distrugătoare clasa Sovremeni (1)
- Distrugătoare clasa Udaloi (4)
- Submarine clasa Delta III (3)
- Submarine clasa Oskar (2)
- Submarine cu propulsie nucleară clasa Akula (5)
- Submarine clasa Kilo (7)

Flota mai are în dotare de asemenea multe corvete, nave de patrulare, puitoare de mine, nave ușoare amfibii și nave de suport.

## Inventarul Marinei Militare Ruse în 2008 și 2012
2008
La sfârșitul anului 2008 Flota deținea 300 nave de luptă (din care 59 submarine, 1 portavion, 30 nave mari de suprafață și o navă amfibiu susținut de un efectiv relativ important de aviație maritimă, de asemenea și infanteria maritimă rusă este relativ importantă.
- 1 portavion cu o capacitate de 30 de avioane
- 14 submarine cu propulsie nucleară (SNLE)
- 8  submarine cu propulsie nucleară dotate cu rachete de croazieră (SSGN)
- 19 submarine nucleare de atac (SNA)
- 18 submarine clasice
- 6 crucișătoare cu capacitate de lansare a unor rachete cu încărcătură nucleare sau clasice
- 19 distrugătoare cu  capacitate de lansare a unor rachete
- 5 fregate
- 90 corvete
- 48 puitoare de mine
- 1 navă de desant
- 26 de nave de debarcare pentru blindate
- 16 nave amfibii

etc.
Inventarul navelor în 2012
- 1 portavion
- 13 submarine cu propulsie nucleară dotate cu 336 rachete balistice mare-sol
- 24 submarine nucleare de atac și de lansare rachete(215 700 t.) ;
- 21 submarine clasice (47 290 t) ;
- 176 alte nave de luptă din care 31 cu peste 2.000t (293 945 t) ;
- 31 nave amfibii (68 790 t) ;
- 41 nave de susținere (203 020 t).

## Declinul flotei

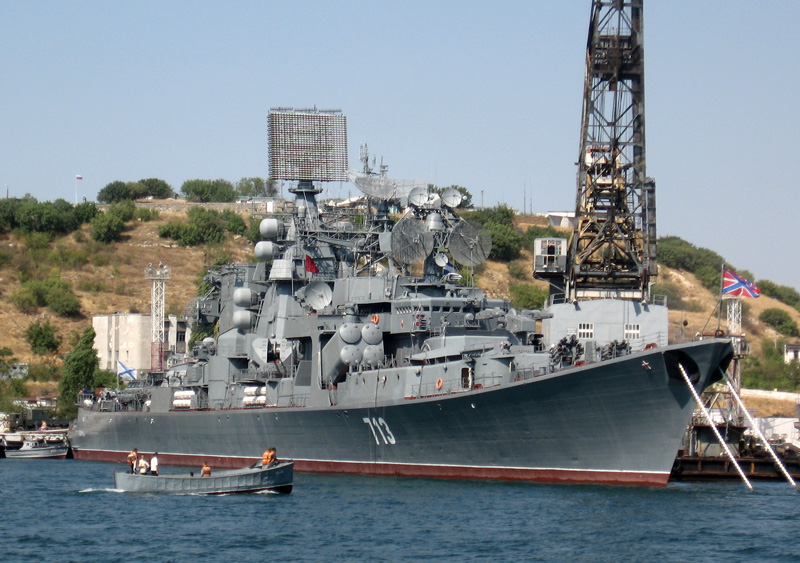
Crucișătorul Kerci la Sevastopol (2007), singurul crucișător operativ din clasa Kara

Tabelul de mai jos arată redimensionarea numerică drastică a flotei ruse după 1992. Nu sunt incluse unitățile cu nave de desant, submarine necombatante (destinate operațiunilor speciale, experimentale, și de suport)
| Tipo navă                                         | 1985 | 1990 | 1995 | 2000     | 2005      | 2010 |
| ------------------------------------------------- | ---- | ---- | ---- | -------- | --------- | ---- |
| Portavioane                                       | 5    | 6    | 3    | 2        | 1         | 1    |
| Crucișătoare                                      | 32   | 26   | 7    | 6        | 4         | 4    |
| Distrugătoare                                     | 74   | 52   | 43   | 23       | 17        | 16   |
| Fregate                                           | 32   | 32   | 29   | 20       | 11        | 11   |
| Corvete                                           | 185  | 200  | 130  | 110      | circa 60  | 64   |
| Nave de patrulare                                 | 430  | 425  | 290  | 210      | circa 100 | 107  |
| Nave amfibii de asalt                             | 34   | 35   | 25   | 15 circa | 25 circa  | 27   |
| SSBN (Submarine cu rachete balistice)             | 83   | 63   | 28   | 13       | 13        | 13   |
| SSGN (Submarine nucleare cu rachete de croazieră) | 72   | 72   | 16   | 11       | 9         | 9    |
| SSN (Submarine cu propulsie nucleară)             | 71   | 64   | 50   | 25       | circa 20  | 19   |
| SSK (Submarine clasice)                           | 140  | 65   | 55   | 22       | 19        | 20   |

## Grade militare în marină
Ofițeri
| Echivalent NATO             | OF-10                            | OF-9             | OF-8                      | OF-7                         | OF-6                                   | OF-5                                   | OF-4                                   | OF-3                                   | OF-2                                 | OF-1                   |                                   |
| --------------------------- | -------------------------------- | ---------------- | ------------------------- | ---------------------------- | -------------------------------------- | -------------------------------------- | -------------------------------------- | -------------------------------------- | ------------------------------------ | ---------------------- | --------------------------------- |
| Ranguri pe manșetă          |                                  |                  |                           |                              |                                        |                                        |                                        |                                        |                                      |                        |                                   |
| Ranguri pe epoleți          |                                  |                  |                           |                              |                                        |                                        |                                        |                                        |                                      |                        |                                   |
| Ranguri rusești             | Amiral al Flotei (Адмирал флота) | Amiral (Адмирал) | Viceamiral (Вице-адмирал) | Contraamiral (Контр-адмирал) | Căpitan de rang 1 (Капитан 1-го ранга) | Căpitan de rang 2 (Капитан 2-го ранга) | Căpitan de rang 3 (Капитан 3-го ранга) | Căpitan-locotenent (Капитан-лейтенант) | Locotenent-major (Старший лейтенант) | Locotenent (Лейтенант) | Sublocotenent (Младший лейтенант) |
| Echivalent în Marina Română | Nu are echivalent                | Amiral           | Viceamiral                | Contraamiral                 | Contraamiral de flotilă                | Comandor                               | Căpitan-comandor                       | Locotenent-comandor                    | Căpitan                              | Locotenent             | Aspirant                          |

## Aviație de suport

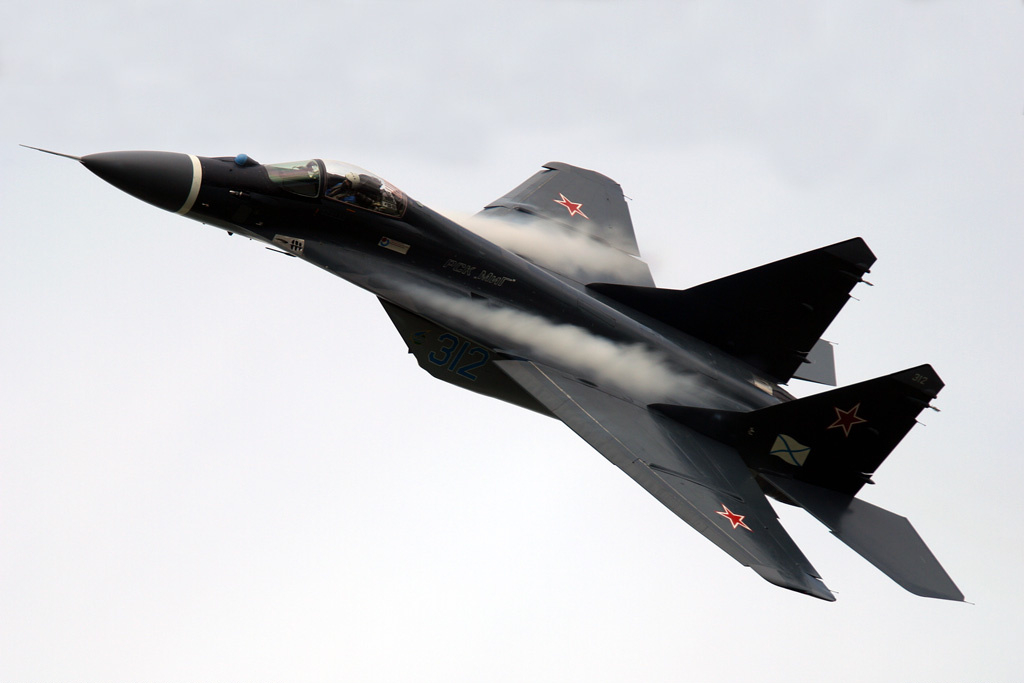
Avion de vânătoare MiG-29K
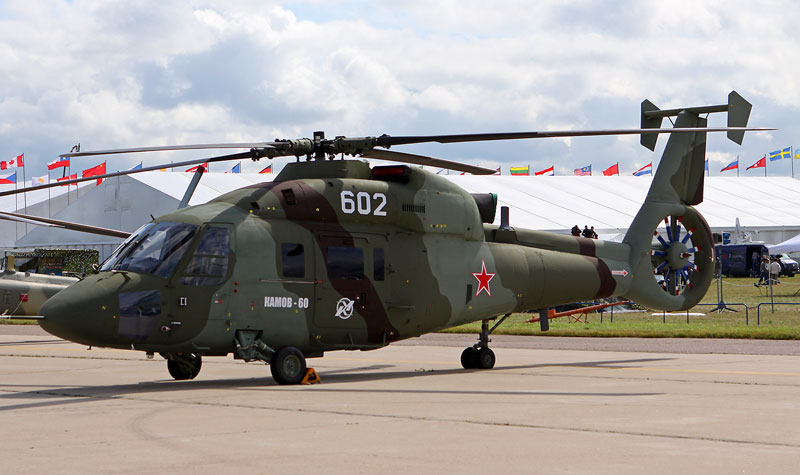
Elicopter Kamov Ka-60
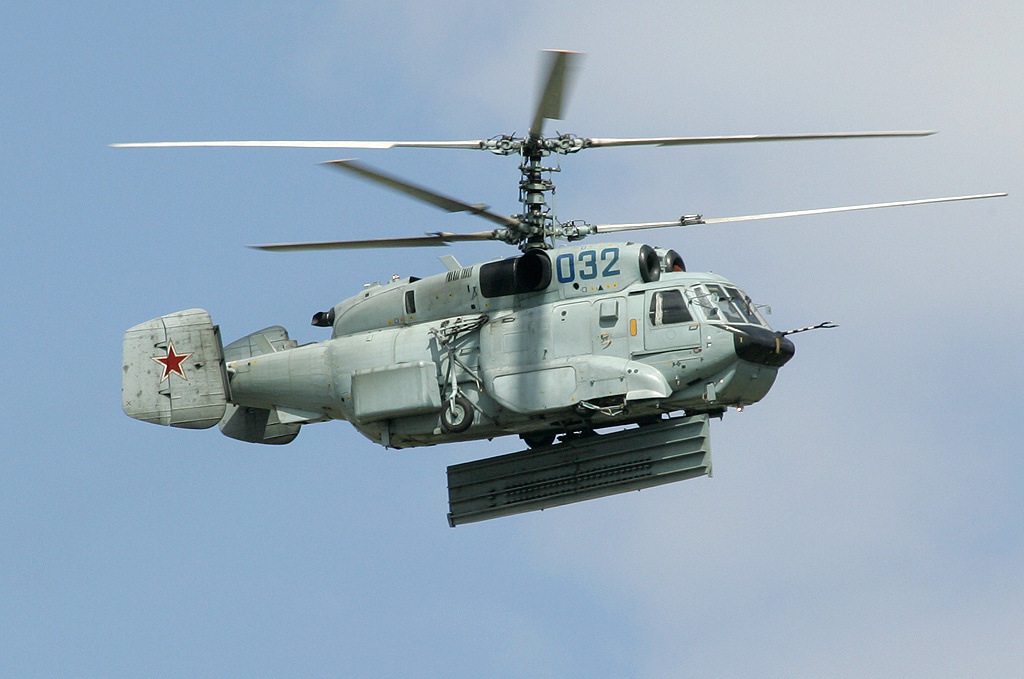
Elicopter Kamov Ka-31
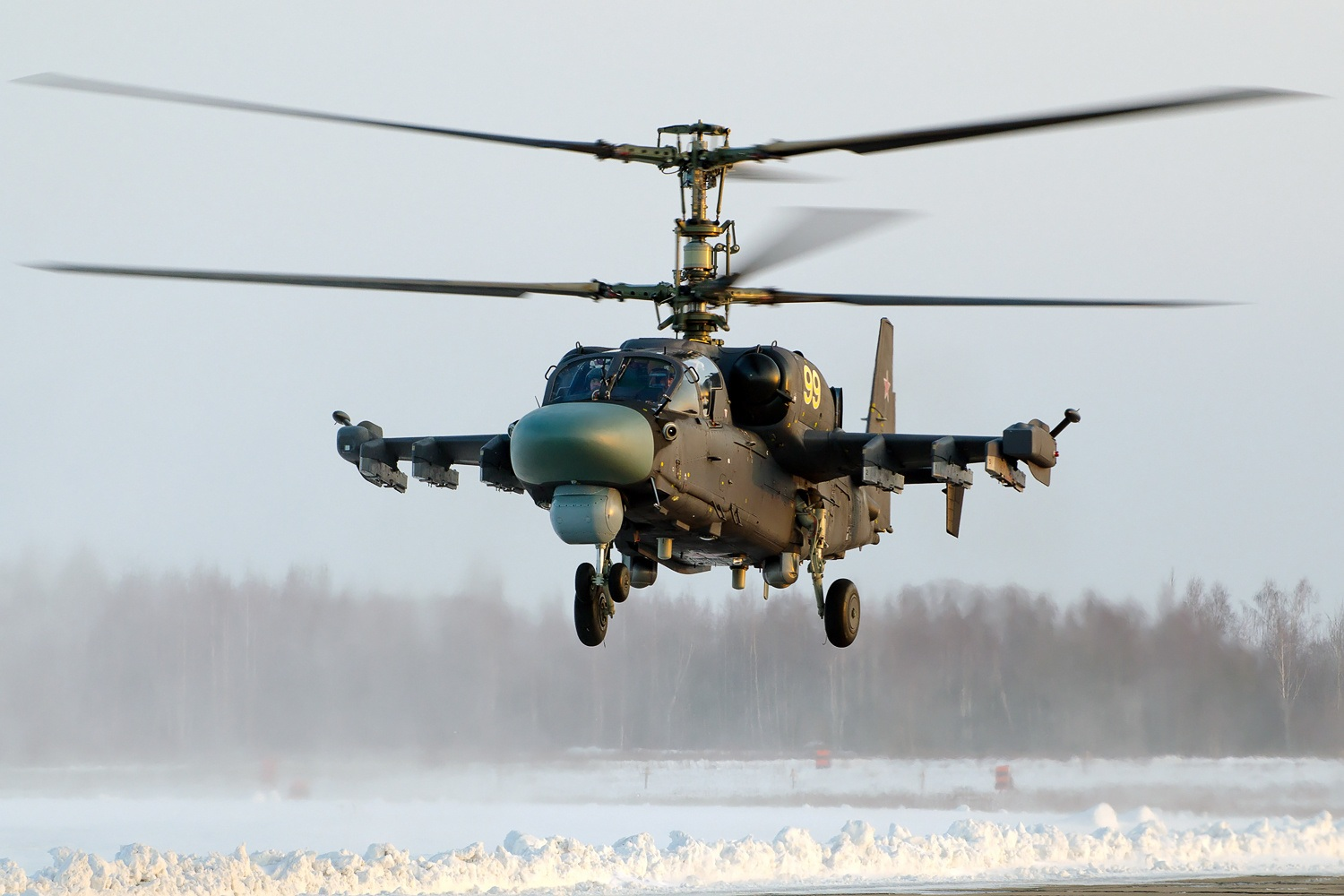
Ka-52